# Crimen imperfecto
Crimen imperfecto  una película cómica española de 1970, protagonizada y dirigida por Fernando Fernán Gómez y coprotagonizada por José Luis López Vázquez en el papel de dos detectives, Salomón y Torcuato, que se ven metidos en un extraño caso de robo de fondos y asesinatos. Varios críticos han anotado que la pareja protagonista está inspirada en los personajes de historieta Mortadelo y Filemón.

## Argumento
El argumento de la película gira en torno a dos detectives, Salomón y Torcuato, especialistas en prematrimoniales (esto es, la familia pide referencias de los pretendientes) que se ven envueltos en una trama de robo de fondos de una empresa, mezclada con asesinatos, engaños y acontecimientos inesperados.

## Recepción y crítica
La película tuvo una acogida muy pobre, pasando casi desapercibida en taquilla (y siendo en general casi desconocida hasta el día de hoy). Tampoco fue bien recibida por la crítica y su propio autor, Fernán Gómez, no quedó satisfecho del resultado, afirmando  que se trataba de una película infantiloide "pero prohibida para menores". Algún crítico, sin embargo, reivindicó la película posteriormente como Ramón Freixas, quien la calificó de "explosivo cóctel" fílmico y "feliz ejemplo de posibilismo real".

## Localizaciones de rodaje
La película está rodada en Madrid.

## Homenajes
Aparte de la ya citada inspiración de las historietas de Mortadelo y Filemón, la película hace referencias paródicas a Con faldas y a lo loco y El graduado.

## Reparto
| Intérprete               | Personaje               |
| ------------------------ | ----------------------- |
| Fernando Fernán Gómez    | Salomón                 |
| José Luis López Vázquez  | Torcuato                |
| Rosanna Yanni            | Menchu                  |
| Jesús Puente             | Comisario Montero       |
| Gogó Rojo                | Mari                    |
| Jorge Rigaud             | Don Gregorio            |
| Doris Coll               | Doña Consuelo           |
| Valeriano Andrés         | Abelardo                |
| Ricardo Merino           | Tony                    |
| María Elena Arpón        | Mariví                  |
| Beni Deus                | Mestizo                 |
| Marcelo Arroita-Jáuregui | Barbas                  |
| Álvaro de Luna           | Matón 3                 |
| Bárbara Rey              | Pepita                  |
| Félix Dafauce            | Don José                |
| Jesús Guzmán             | Rovira                  |
| Antonio Canal            | Inspector Torres        |
| Alejandro de Enciso      | Jorge Antonio Martín    |
| Valentín Tornos          | Tipo del coche          |
| Marie Claire             | Hija del invitado ebrio |
| Santiago Ontañón         | Invitado ebrio          |
| Paloma Juanes            | Secretaria televisores  |
| Saturno Cerra            | Policía Armada          |
| Juan Antonio Barru       | Inspector de policía    |
| Andrea Cubillo           | Chica boxeo             |
| Juana Azorín             | Vieja del chalé         |
| Milagros Guijarro        | Señora de la limpieza   |